# Podstenice
Podstenice (nemško: Steinwand) so naselje v Občini Dolenjske Toplice.
Podstenice so ležale v jezikovnem otoku nemško govorečih Kočevarjev, ki so se leta 1941 izselili. Danes ni več stalnega prebivalstva. Mdr. vključujejo nekdanje naselje Pogorelec, ki je zdaj zaselek oz. del Podstenic.
V Podstenicah se nahaja čebelarski center.

## Naravne znamenitosti
Na vrtačasti uravnavi južno od Podstenic na Kočevskem rogu se v kraške globine odpira več jam in brezen. Med njimi po velikosti izstopa 185 m globoko brezno Cinkov križ. V bližini se nahaja tudi ena najlepših kapniških jam Kočevskega Roga - jama Ahnenloch (tudi Aehnenloch, Jama prednikov).